# Kroonland (Australië)
Kroonland is land dat in het bezit is van De Kroon. Het is al het land dat niet in privébezit is.
Kroonland in Australië omvat onder andere natuurreservaten, nationale parken en vacant crown land. Met het laatste wordt land bedoeld dat nooit door De Kroon is verkocht, verpacht of vrijgegeven voor andere doeleinden.
23% van de Australische landmassa is kroonland.
In Australië bezit elke staat kroonland. Het Gemenebest van Australië heeft alleen kroonland in het Noordelijk Territorium en in het Australisch Hoofdstedelijk Territorium, omdat deze gebieden rechtstreeks onder de federale overheid vallen.
In West-Australië is ongeveer 93% van het land kroonland. Het bestaat grotendeels uit pastoral leases, natuurreservaten en vacant crown land.
Meer dan 20% van Zuid-Australië bestaat uit natuurreservaten en nationale parken. Het betreft meer dan 203.700 km². De staat spant hiermee de kroon in Australië.